# Lethades imperfecti
Lethades imperfecti là một loài tò vò trong họ Ichneumonidae.